# 中和幇
中和幇（ちゅうわほう）は1953年から1956年にかけて台北県中和、永和一帯に存在した小規模の黒社会組織。現在台湾の三大黒社会と称される竹聯幇の前身である。

## 略史
竹聨幇は1953年頃、孫徳培が現在の台北県中和、永和一帯で組織した中和幇をその起源とする。中和幇は勢力を拡大し中和、永和、板橋一帯を勢力下に置いたが、1955年に孫徳培が古亭（現在の台北市大安区）の本省掛の角頭であった周天送を殺害、逮捕される事件が発生すると、中和幇は内部分裂を起こした。
中和幇の五大将と称された潘世明、湛洲吾、周新徳、周榕、一名不詳により中和幇は分裂、1955年頃には湛洲吾は独自に三環幇を、1956年頃には潘世明が万字幇を結成している。
その後中和幇の幹部構成員であった趙寧を中心に中和郷竹林路（現在の永和市）で会議を開催、善後策を検討した。その結果幇主である孫徳培が逮捕されたが、幇主と幹部構成員の平等を尊重するために新しい幇主を設けないことを確認、あわせて中和幇を竹林連盟（通称は竹連幇）とすることを決定した。